# A Touch of Love (1915)
A Touch of Love ist ein am 7. April 1915 in den USA erschienener Kurz-Stumm-Spielfilm, unter der Regie von Tom Ricketts, der von Mutual Film vertrieben wurde.

## Handlung
Martha sieht sich selbst als „Lagermutter“, die alle Männer und Frauen im Lager tröstet und ihnen hilft. Sie hat ein tieferes Gefühl für Jim. Jim kehrt am selben Tag, an dem Fannie das Lager erreicht, zurück. Er sieht Fannie im Tanzsaal und verliebt sich in sie. Martha erfährt von Fannies Eroberung und versucht Jim vor einer Verstrickung mit ihr zu retten, da sie glaubt, dass sie seiner unwürdig ist. Jim sagt ihr, dass es Fannie besser ginge, wenn jemand sie wirklich liebte.
Jim und Fannie machen einen Ausflug zu Pferd. Als Fannies Pferd durchgeht, fällt sie zu Boden und wird verletzt. Jim bringt sie zu Martha, die, obwohl sie sie als ihre Rivalin betrachtet, pflegt Fannie wieder gesund. Martha entdeckt dabei, wie liebevolle Fannie in Wirklichkeit ist, gibt Jim auf und Jim lebt glücklich und zufrieden mit Fanny.

## Besetzung
- Vivian Rich,  Fannie
- Harry Van Meter, Jim
- Charlotte Burton, Martha
- Reaves Eason, Bill
- Jack Richardson, Steve
- Louise Lester